# Masacre del hogar de ancianos de Carthage de 2009
La masacre del hogar de ancianos de Carthage fue un asesinato masivo ocurrido el domingo 29 de marzo de 2009, cuando un hombre armado abrió fuego en el hogar de ancianos en rehabilitación Pinelake en Carthage, Carolina del Norte, Estados Unidos. El tirador, de 45 años, Robert Kenneth Stewart, mató a ocho personas e hirió a otras dos antes de ser baleado y detenido por un oficial de policía. La exesposa de Stewart, una enfermera en el hogar de ancianos y el principal objetivo aparente, sobrevivió ilesa de los disparos, mientras estaba escondida en un cuarto de baño en la sala de Alzheimer del edificio.
El 3 de septiembre de 2011, Stewart fue declarado culpable de 8 cargos de homicidio en segundo grado y fue condenado de 142 a 179 años y medio de prisión.

## Tiroteo
Robert Stewart estacionó su auto cerca del hogar de ancianos justo antes de las 10:00 a. m., donde disparó varias veces al auto de su esposa, rompiendo las ventanas. También disparó a Michael Lee Cotten, un visitante, en su auto, cuando él se detuvo en el estacionamiento, y lo hirió en el hombro izquierdo. Cotten, quien más tarde dijo que Stewart estaba "muy tranquilo, muy deliberado" cuando disparó contra él, se las arregló para correr en el edificio y advertir a las personas en el interior del hombre armado. La policía recibió las primeras llamadas de emergencia aproximadamente a las 10:00 a. m. y el único oficial de policía de guardia, Justin Garner, fue enviado a la escena alrededor de un minuto más tarde.
El agresor dejó su rifle Remington 597 calibre .22 en su auto Jeep Cherokee, luego entró a la casa de reposo armado con un Revolver .357 Magnum, una Pistola .22 Magnum semiautomática y una Escopeta Winchester 1300 calibre 12 y se fue por el pasillo, al parecer en busca de su esposa, Wanda Neal, quien había sido reasignada a la mañana a la unidad de Alzheimer. Al darse cuenta de que su esposa no estaba donde trabajaba generalmente, se dirigió a la zona para los pacientes de Alzheimer la cual las puertas estaban protegidas con un sistema de contraseñas. Mientras caminaba por los pasillos de la residencia de ancianos, Stewart mató a siete residentes, dos de ellos en sus sillas de ruedas, mientras que el personal trató de llevar a los pacientes a la seguridad. Un enfermero, Jerry Avant, también fue asesinado a tiros cuando trató de detener al pistolero.
Stewart fue detenido finalmente en el pasillo a eso de las 10:05 de la mañana por el Oficial Justin Garner. Después de rechazar varias órdenes de dejar caer su arma, Stewart bajó la escopeta y disparó un tiro en Garner, hiriéndolo en la pierna y el pie. Garner devolvió el fuego e hirió al atacante en el hombro, incapacitando al agresor. Cuando el tiroteo terminó, seis personas habían muerto y otras cinco personas, incluyendo Stewart, fueron llevados a un hospital cercano. Dos de los heridos murieron el mismo día. En el hospital, Stewart dijo a una enfermera que había tomado seis "pastillas para los nervios" y que no recordaba nada sobre el tiroteo.

### Víctimas
| - Jerry Avant Jr., 39 años, (enfermero) - Louise DeKler, 98 años - Lillian Dunn, 89 años - Tessie Garner, 75 años | - John Walter Goldston, 78 años - Bessie Hedrick, 78 años - Margaret Johnson, 89 años - Jesse Vernon Musser, 88 años |

Además resultaron heridos Michael Lee Cotten, el ficial de policía Justin Garner, de 25 años, y el atacante Robert Kenneth Stewart, de 45 años.

## Perpetrador
Robert Kenneth Wayne Stewart (n. 12 de septiembre de 1963) nació en el Condado de Robeson en Carolina del Norte. Cuando era un niño, su familia se trasladó a Eastwood en el condado de Moore. Su padre era un pintor de brocha gorda, y su madre trabajaba en una oficina de una compañía de pavimentación en Pinebluff. Después de terminar la escuela secundaria en Aberdeen asistió a la Escuela Secundaria Pinecrest, pero abandonó los estudios antes de graduarse. Entre los compañeros de Stewart era conocido como una persona solitaria tranquila con muy mal humor de vez en cuando.
A la edad de 18 años, Stewart se casó por primera vez, aunque su matrimonio duró sólo durante unos meses. En 1983 se casó luego con Wanda Gay Neal, de 17 años de edad, pero este matrimonio también fracasó en tres años, debido a la posesividad extrema de Stewart, sus hábitos de consumo y su temperamento violento. Margaret Neal madre de Wanda Neal más tarde declaró: "Tenía una rabia, que lo hacía explotar". Sin embargo ambas, Margaret Neal y Wanda Neal dijeron que Stewart nunca había golpeado a su esposa. En 1986 Stewart se casó de nuevo. De acuerdo con su tercera esposa, Sue Griffin, Stewart a menudo la comparaba con Wanda Neal y se quejaba diciendo que "Wanda no lo hacía así".
Stewart trabajó como pintor de brocha gorda y tenía su propio negocio de pintura, pero se había presentado dos veces en bancarrota. Él había estado sin trabajo durante más de un año antes del tiroteo, después de lesionarse la espalda y la pierna. Él sirvió seis años en la Guardia Nacional y nunca se elevó de rango antes de recibir una descarga honorable. En 1995 se unió al club de caza, Clay Road Farm, en el condado de Moore, donde pronto enajenó a los demás miembros a causa de su problema con la bebida y su temperamento. Finalmente, fue expulsado del club de caza, después de amenazar Larry Allred, uno de sus fundadores.
En 2001, después de 15 años de matrimonio con Sue Griffin, Stewart se divorció nuevamente y regresó con Wanda Neal. Prometiéndole que cambiaría, dejaría de beber y la trataría bien, se casaron por segunda vez en junio de 2002. En el extremo Stewart no dejaría que su mujer vaya sola a ninguna parte. Wanda Neal finalmente dejó a su marido tres semanas antes del tiroteo, después de que él le puso una pistola en la cabeza y amenazó con matarla. Después de que su esposa lo había abandonado, Stewart comenzó a llamar a su familia, a veces a las 2 o 3 de la mañana, alegando que había una emergencia y que necesitaba ver a Wanda y sus padres. También trató de ponerse en contacto con su exesposa, Sue Griffin, a través de su familia, diciéndoles que él sufría de cáncer de próstata, que se disponía a "desaparecer" y "estaba pensando en salir de la ciudad para visitar los lugares que no había visto". Según Mack Hancock, que lo había visto en la última semana antes del tiroteo, Stewart parecía muy deprimido, diciendo que "todo se había ido al infierno".

## Condena
El 3 de septiembre de 2011, Stewart fue declarado culpable de 8 cargos de homicidio en segundo grado y fue condenado de 142 a 179 años y medio de prisión. Algunos familiares de las víctimas querían que él sea juzgado por homicidio en primer grado, para así poder enfrentar la pena de muerte. Pero dijeron estar conformes de todas formas.
A partir de julio de 2016, Stewart se encuentra en la Institución Correccional de Lanesboro en Polkton, Carolina del Norte.